# Platyscapa innumerabilis
Platyscapa innumerabilis är en stekelart som först beskrevs av David Timmins Fullaway 1913. 
Platyscapa innumerabilis ingår i släktet Platyscapa och familjen fikonsteklar. Inga underarter finns listade i Catalogue of Life.